# قبا (ملابس)

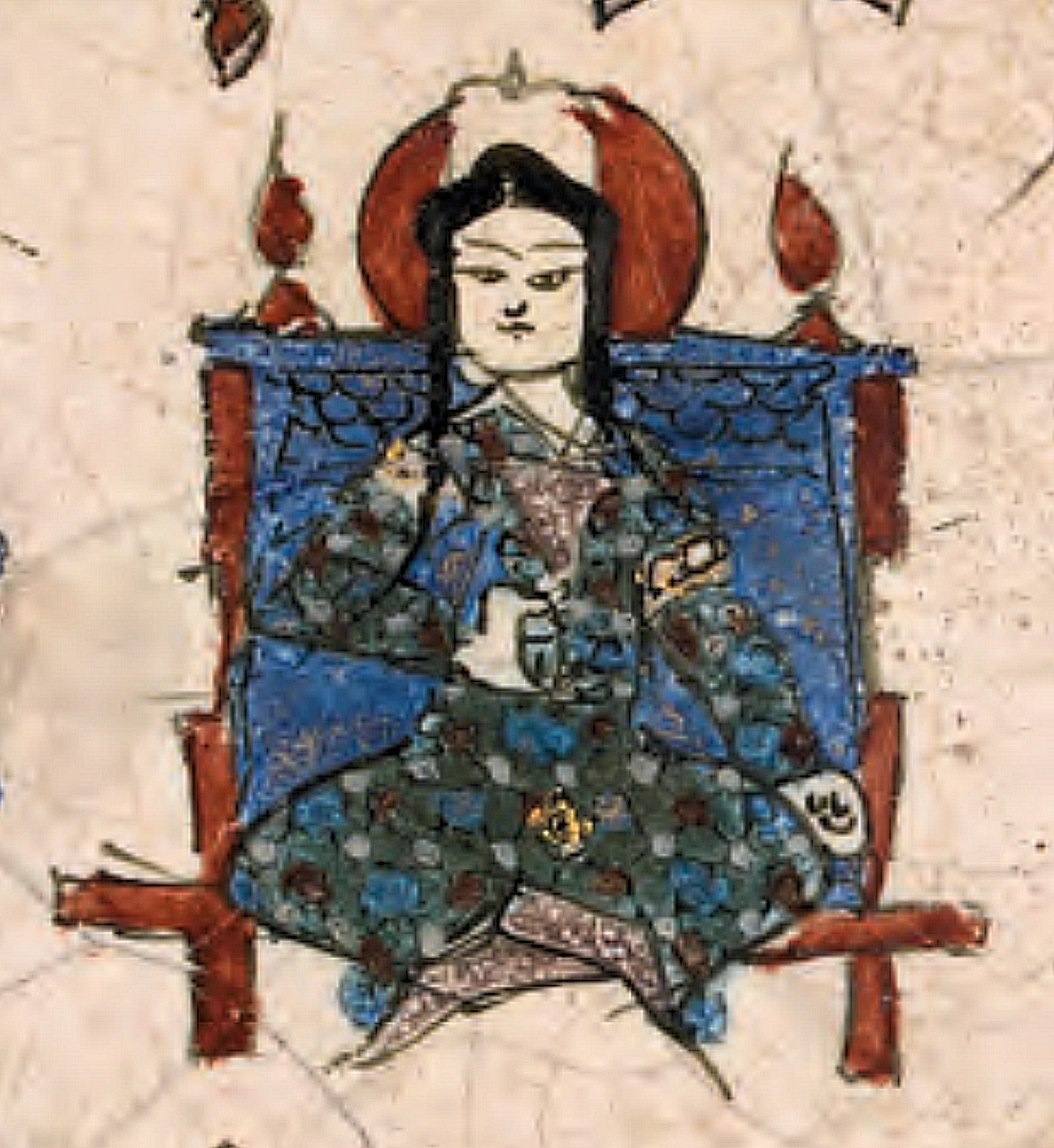
شخص جالس على العرش يرتدي قبا مع أشرطة طراز، كاشان، أواخر القرن الثاني عشر - أوائل القرن الثالث عشر الميلادي.

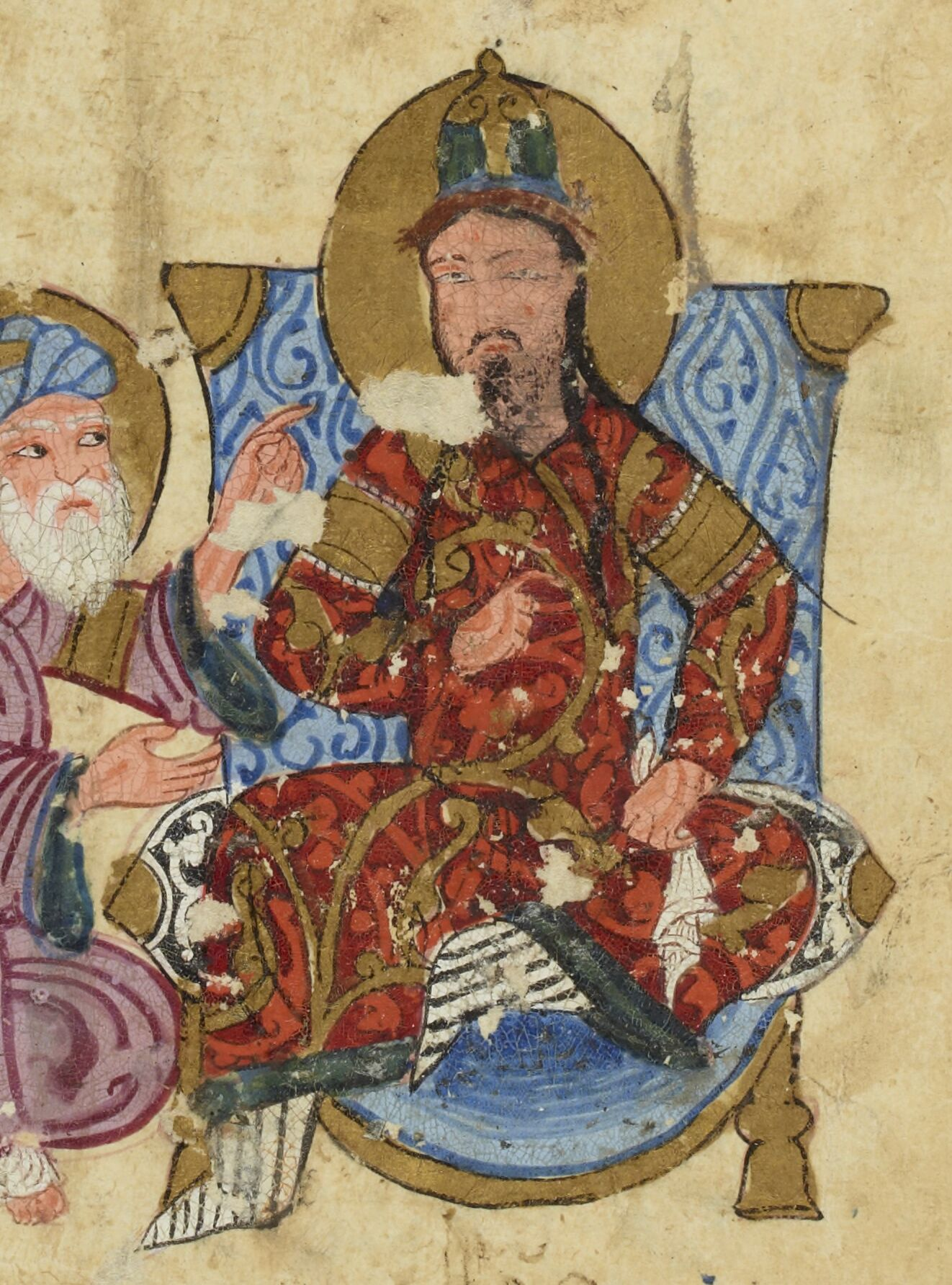
حاكم مرو، يرتدي القبا التركية وقبعة شربوش، في مقامات الحريري (1200-1210).

القبا (من الفارسية الوسطى kabāh) هو معطف طويل بأكمام وأزرار، يشبه الفرجية (رداء الكاهن)، ومفتوح من الأمام. يشبه القبا المعطف المحشو. ويعتبره الأتراك بأنه لباسهم.
كان سلاطين مغول الهند يرتدون ملابس تصل إلى الكاحل. وتتشابه الأزياء في عهد بابر وهمایون، حيث تشمل القبا، وجاما (ملابس) [الإنجليزية]، والبيراهان [الإنجليزية]، والجيلوچا، والجبة، والقصبة. وعلى عكس الجاما، التي كانت معطفًا طويلًا بأربعة أطراف، كان القبا والتكاوتشيا يتميزان باتساع عند الأسفل. وقد ورد ذكر القبا في بابر نامه.
في الوقت الحاضر، يُعد القبا جزءًا أساسيًا من ملابس أئمة المساجد والملالي.
كان القبا يُرتدى في مصر وتركيا وبلاد الشام وفارس وغيرها.
عندما حاول هنري الثاني ملك مملكة القدس الصيليبية، بناء علاقة ودية مع صلاح الدين الأيوبي، طلب هدية قبا وشربوش، وارتداهما في عكا.
في السياقات العربية، لوحظ وجود نمطين رئيسيين للقبا: النمط التركي (الأقبية التركية)، والنمط المغولي (القبا التتري). وكان الأخير يُغلق على الجانب الأيمن، وفضله الأمراء المماليك، بينما فضل السلاجقة والأيوبيون النمط التركي.
كما وُجد نمط آخر يتميز برقبة على شكل رقم ٧ في الأرقام العربية المشرقية، ويُغلق من الأمام.
كان للثوب عادةً خياطة على مستوى الخصر، وتظهر بعض الصور أن تنورته كانت مجمعة. وكان يُغلق بالأزرار أو بأربطة تُعقد على شكل أقواس، وغالبًا ما يُرتدى مع حزام فوقه.

## معرض الصور

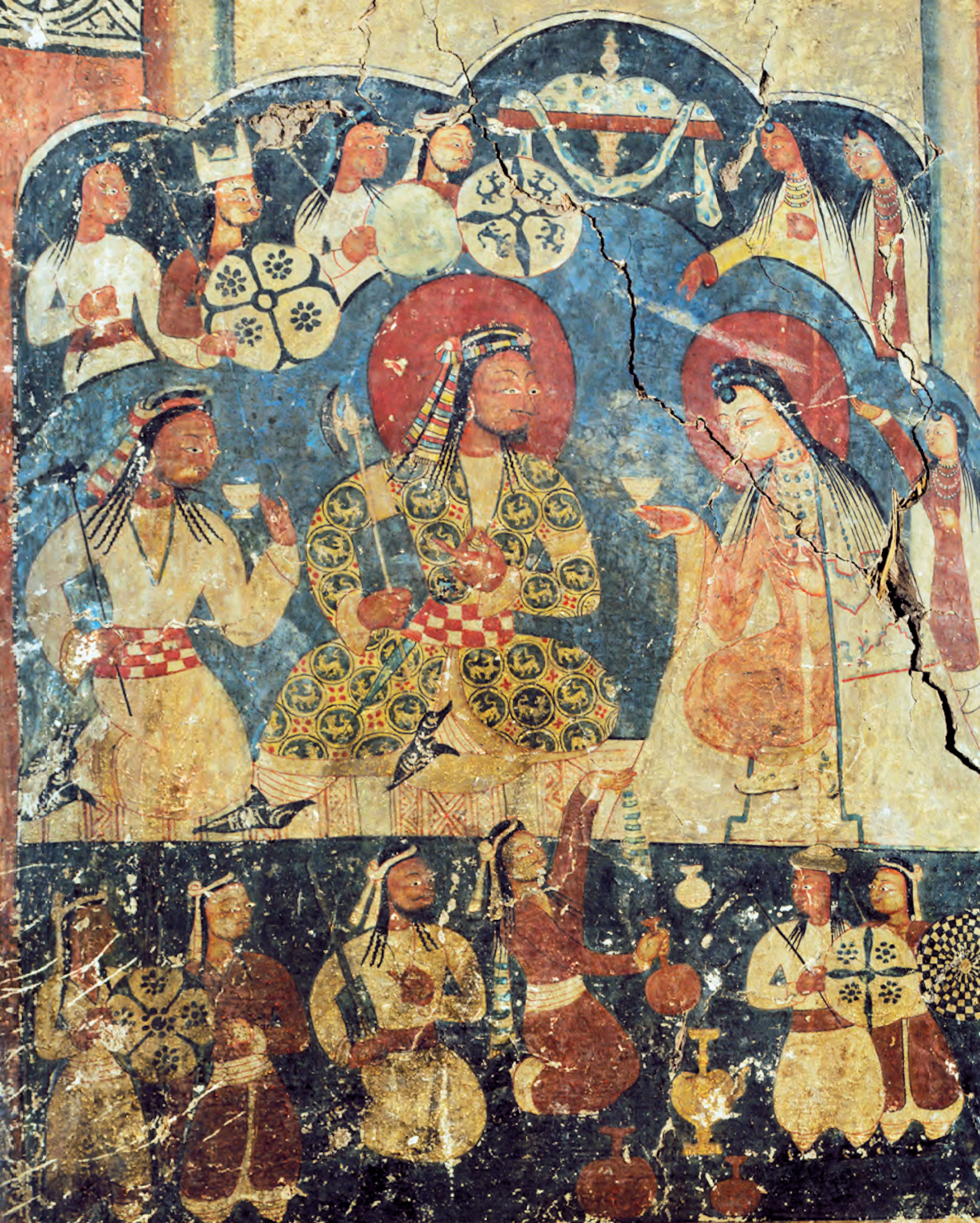
مشهد شرب ملكي في الدوخنج بدير ألشي [الإنجليزية]، حوالي عام 1200 م. الملك يرتدي قبا مزخرفًا.
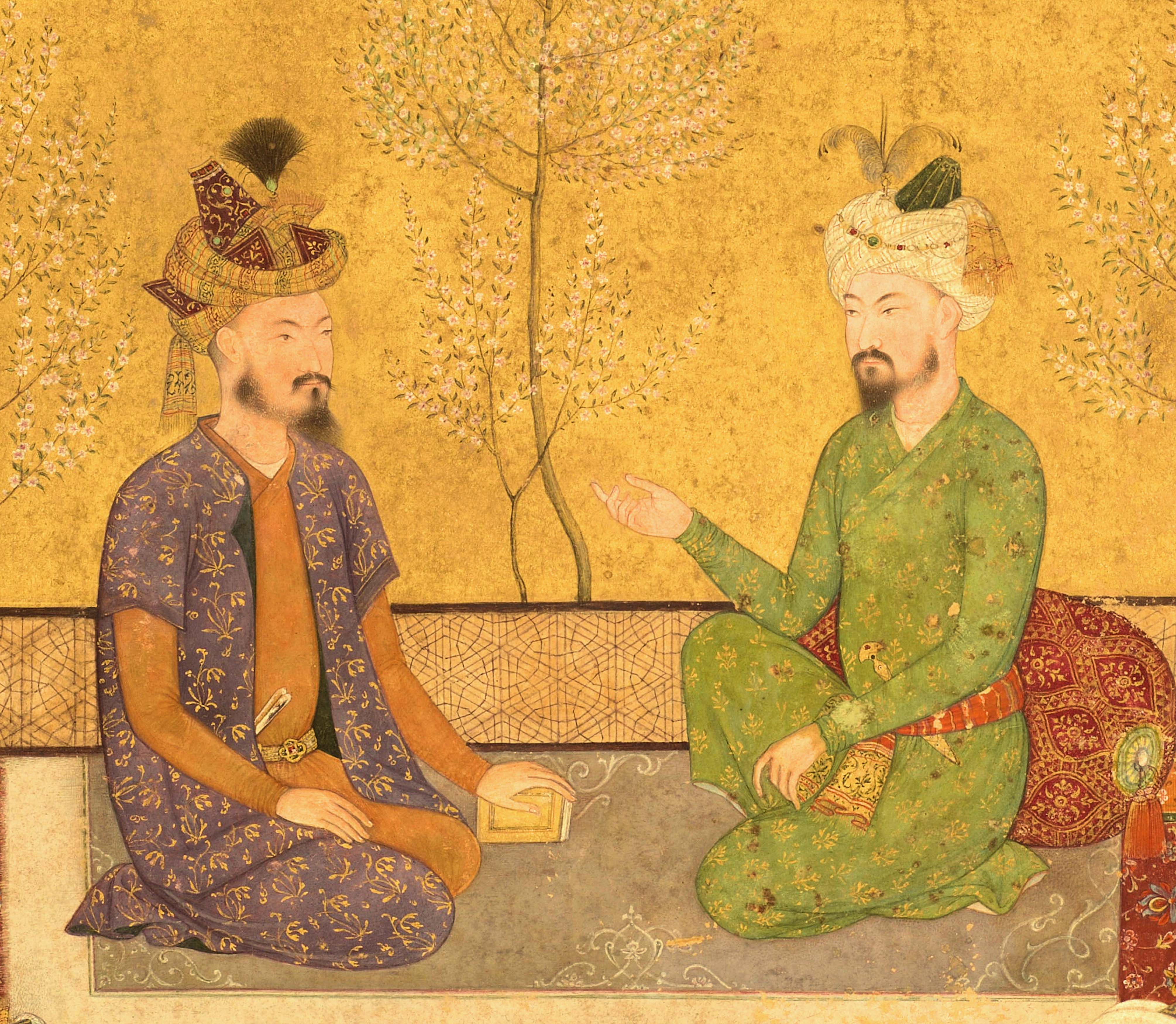
بابر ووريثه همایون
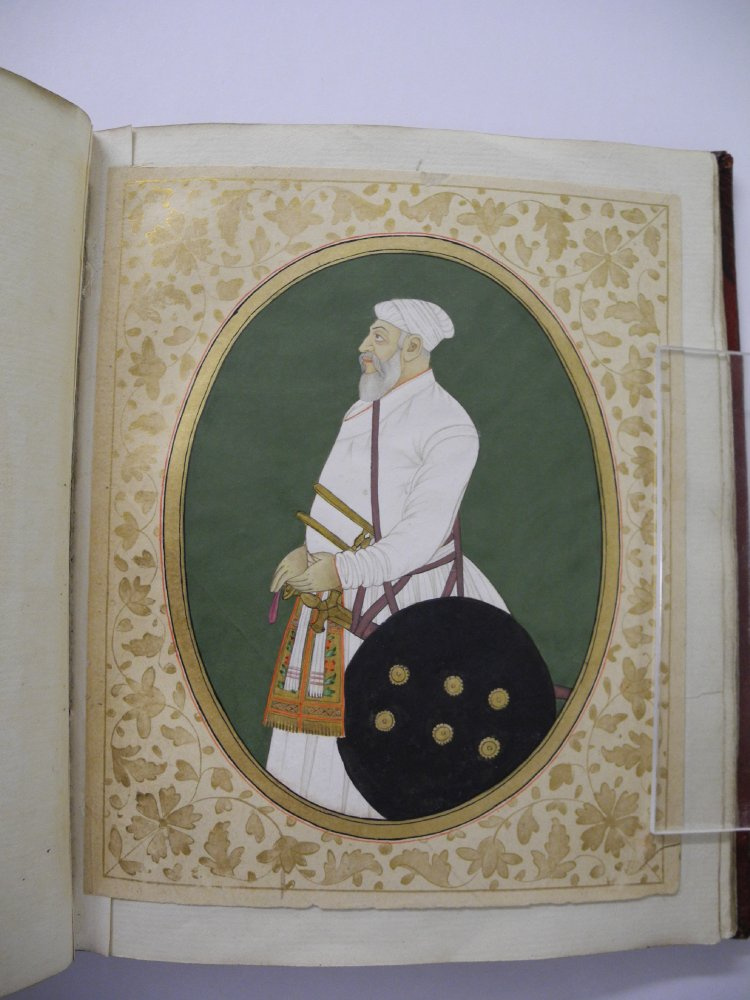
لوحة للسلطان فيروز جانغ خان، حاكم بيجابور، أواخر القرن السابع عشر